# George Dodo
George Jonathan Dodo (* 17. April 1956 in Zuturung Mago; † 8. Juli 2022) war ein nigerianischer römisch-katholischer Geistlicher und Bischof von Zaria.

## Leben
George Dodo studierte Philosophie und Theologie und empfing am 18. Juni 1983 das Sakrament der Priesterweihe. Er war 1983/84 an der Josephskathedrale in Kaduna, 1984/85 in der Pfarrseelsorge in Danladi und 1985/87 in Dogon Kurmi tätig. 1987 wechselte er zu einem Masterstudium des Pastoralmanagement an die Fordham University in New York City. Nach Einsatz in der Seelsorge in Kano im Erzbistum Kaduns absolvierte er 1989/90 ein weiters Studium an der Fordham University zum Advanced Professional Diploma (APD). Er diente danach als Pfarrer in verschiedenen Pfarreien im Erzbistum Kaduna.
Am 5. Dezember 2000 ernannte ihn Papst Johannes Paul II. zum Bischof von Zaria. Der Apostolische Nuntius in Nigeria, Erzbischof Osvaldo Padilla, spendete ihm am 3. März 2001 die Bischofsweihe; Mitkonsekratoren waren der Erzbischof von Kaduna, Peter Yariyok Jatau, und der emeritierte Erzbischof von Jos, Ignatius Ayau Kaigama.
Er war Mitglied der Abteilung für Mission und interreligiösen Dialog der katholischen Bischofskonferenz von Nigeria. Von Dezember 2012 bis 2019 war er Vorsitzender der Landesgruppe Kaduna der Christian Association of Nigeria (CAN).